# Ignacio Nadal
Ignacio Nadal, vollständiger Name Ignacio Nadal Fiandra, (* 13. Januar 1992 in Young) ist ein uruguayischer Fußballspieler.

## Karriere
Der 1,82 Meter große Offensivakteur Nadal stand zu Beginn seiner Karriere mindestens von Juli 2015 bis in den Januar 2016 in Reihen der Reservemannschaft (Formativas) von Nacional Montevideo. Anschließend wechselte er zum Zweitligisten Club Atlético Progreso, für den er in der Spielzeit 2015/16 neun Partien in der Segunda División absolvierte und drei Treffer erzielte. Während der Saison 2016 kam er zu einem weiteren Zweitligaeinsatz ohne persönlichen Torerfolg.